# Pericoma shikokuensis
Pericoma shikokuensis är en tvåvingeart som beskrevs av Tokunaga et Komyo 1955. Pericoma shikokuensis ingår i släktet Pericoma och familjen fjärilsmyggor. Inga underarter finns listade i Catalogue of Life.